# Voltaire (Dakota del Nord)
Voltaire és una població dels Estats Units a l'estat de Dakota del Nord. Segons el cens del 2000 tenia 51 habitants.

## Demografia
Segons el cens del 2000, Voltaire tenia 51 habitants, 20 habitatges, i 14 famílies. La densitat de població era de 48 hab./km².
Dels 20 habitatges en un 35% hi vivien nens de menys de 18 anys, en un 55% hi vivien parelles casades, en un 15% dones solteres, i en un 30% no eren unitats familiars. En el 30% dels habitatges hi vivien persones soles el 15% de les quals corresponia a persones de 65 anys o més que vivien soles. El nombre mitjà de persones vivint en cada habitatge era de 2,55 i el nombre mitjà de persones que vivien en cada família era de 3,14.
Per edats la població es repartia de la següent manera: un 31,4% tenia menys de 18 anys, un 2% entre 18 i 24, un 21,6% entre 25 i 44, un 29,4% de 45 a 60 i un 15,7% 65 anys o més.
L'edat mediana era de 42 anys. Per cada 100 dones de 18 o més anys hi havia 94,4 homes.
La renda mediana per habitatge era de 37.500 $ i la renda mediana per família de 37.500 $. Els homes tenien una renda mediana de 38.750 $ mentre que les dones 19.375 $. La renda per capita de la població era de 14.854 $. Entorn del 16,7% de les famílies i el 13% de la població estaven per davall del llindar de pobresa.

## Poblacions més properes
El següent diagrama mostra les poblacions més properes.